# Scott Lash
Scott Lash (* 23. Dezember 1945 in Chicago) ist ein US-amerikanischer Soziologe, der vielbeachtete Beiträge zu den Cultural studies und zur Kulturgeografie geleistet hat und als Professor in Großbritannien lehrt.
Lash erwarb das Bachelor-Examen in Psychologie an der Universität Michigan, das Master-Examen in Soziologie an der Northwestern University in Illinois und wurde 1980 an der London School of Economics and Political Science zum Ph.D. promoviert. Ab 1993 war er Professor an der Universität Lancaster und seit 1998 Professor am Goldsmiths College der Universität London sowie Direktor des dortigen Zentrums für Cultural Studies.
Zusammen mit Anthony Giddens und Ulrich Beck verfasste Lash die Schrift Reflexive Modernisierung. Eine Kontroverse.

## Schriften (Auswahl)
- The end of organized capitalism (mit John Urry), Madison (Wisconsin) 1987, ISBN 0299116700
- Sociology of postmodernism, London 1990, ISBN 0415047846
- Economies of signs and space (mit John Urry), London 1994, ISBN 0803984715
- Another modernity, a different rationality, Oxford 1999, ISBN 0631159398
- Intensive culture. Social theory, religion and contemporary capitalism, Los Angeles 2010, ISBN 9781412945165.

## Einzelnachweis
1. ↑  Frankfurt am Main, 1996, ISBN 3-518-11705-X

| Personendaten    | Personendaten                                   |
| ---------------- | ----------------------------------------------- |
| NAME             | Lash, Scott                                     |
| KURZBESCHREIBUNG | US-amerikanischer Soziologe und Hochschullehrer |
| GEBURTSDATUM     | 23. Dezember 1945                               |
| GEBURTSORT       | Chicago                                         |